# هردله (ناحیه بروون)
هردله (به چکی: Hředle) یک منطقهٔ مسکونی در جمهوری چک است که در ناحیه بروون واقع شده‌است. هردله ۱۲٫۳۵ کیلومتر مربع مساحت و ۳۶۲ نفر جمعیت دارد و ۲۳۸ متر بالاتر از سطح دریا واقع شده‌است.